# Xã Bullskin, Quận Fayette, Pennsylvania
Xã Bullskin (tiếng Anh: Bullskin Township) là một xã thuộc quận Fayette, tiểu bang Pennsylvania, Hoa Kỳ. Năm 2010, dân số của xã này là 6.966 người.